# Joey Terdoslavich
Joseph Terdoslavich (né le 9 septembre 1988 à Sarasota, Floride, États-Unis) est un joueur de champ extérieur et de premier but des Orioles de Baltimore de la Ligue majeure de baseball.

## Carrière

### Braves d'Atlanta
Joey Terdoslavich est repêché par les Rays de Tampa Bay au 35e tour de sélection en 2007 mais repousse l'offre pour s'engager à l'Université d'État de Californie à Long Beach. Il signe chez les Braves d'Atlanta, qui le repêchent en 6e ronde en 2010.
Terdoslavich est surtout joueur de premier but dans les ligues mineures avant de devenir voltigeur à partir de 2013. En juin 2013, il est sélectionné pour participer au match des étoiles du futur qui doit être joué à New York le 14 juillet suivant, mais entre-temps il est rappelé par les Braves et fait ses débuts dans le baseball majeur. Il joue son premier match pour Atlanta le 4 juillet 2013. Son premier coup sûr en carrière est réussi le lendemain comme frappeur suppléant contre le lanceur Jonathan Papelbon des Phillies de Philadelphie.

### Orioles de Baltimore
Terdoslavich est réclamé au ballottage par les Orioles de Baltimore le 8 janvier 2016.